# Neném (futebolista)
Dioneide “Neném” Landres da Penha Santos (Teresina, 30 de abril de 1994) é uma jogadora de futebol brasileira. Atualmente, atua pela Ferroviária.

## Carreira
Foi revelada no Tiradentes, do Piauí, depois jogou no São Francisco do Conde, da Bahia, onde sagrou-se campeã estadual, em 2010.
Jogou pelo Ferroviária de 2011 a 2016. Durante esse período, somou 34 jogos, marcando 10 gols. Lá, conquistou o Campeonato Paulista de 2013, a Copa do Brasil de 2014 e o Campeonato Brasileiro de 2014.
Neném foi contratada pelo Avaí Kindermann em 2018, lá ela venceu o Campeonato Catarinense e a Copa Encantado.
Em 2019, transferiu-se para o Logroñés, da Espanha, para jogar a temporada 2019/2020.
Em março de 2020, a jogadora acertou sua transferência para o Red Angels, da Coreia do Sul. Em novembro do mesmo ano, sua equipe sagrou-se campeão do Campeonato Sul-Coreano daquele ano.
Ainda na Coreia, jogou pelo Sejong Sportstoto.
Em janeiro de 2023, acertou seu retornou ao Brasil com o Atlético Mineiro, time com o qual disputará o Campeonato Mineiro, o Campeonato Brasileiro e a Supercopa do Brasil. Pelo clube mineiro, Neném conquistou o vice-campeonato Mineiro, contribuindo com dois gols na campanha do estadual, e totalizou 15 partidas na temporada.
Para temporada de 2024, acertou com a Ferroviária.

### Seleção Brasileira
Neném integrou a Seleção Brasileira que foi campeã do Campeonato Sul-Americano Sub-20 de 2014, no Uruguai.

### Títulos
São Francisco do Conde
- Campeonato Baiano: 2010

Ferroviária
- Campeonato Paulista: 2013
- Copa do Brasil: 2014
- Campeonato Brasileiro: 2014

Avaí Kindermann
- Campeonato Catarinense: 2018
- Copa Encantado: 2018

Red Angels
- Campeonato Sul-Coreano: 2020